# Сляба
Сляба (по-често използвано в мн.ч., сляби) е вид междинен продукт в металообработването. Тя представлява стоманен блок с форма на правоъгълен паралелепипед с ширина 800 – 1600 мм, дължина 2000 – 15000 мм и дебелина 150 – 500 мм.
Изработва се чрез валцоване на блуми или направо чрез непрекъснато леене. Вторият метод води до съкращаване на производствените етапи.
Използва се като изходна суровина в производството на валцовани продукти – ламарина, профили, релси, тръби. Може да служи като междинен продукт за вътрешно ползване (в металургични комбинати) или като полуфабрикат за продажба на други производители (цехове за валцоване). Междинният продукт в металургичните комбинати обикновено е с достатъчно висока температура от предходната обработка (леене или валцоване) и рядко се нуждае от допълнително подгряване. При закупуване на сляби от външен доставчик се налага тяхното подгряване преди обработка.
В България сляби са произвеждали комбинатите „Кремиковци“ и „Стомана“.